# Дзинтарс, Райвис
Райвис Дзинтарс (латыш. Raivis Dzintars, род. 25 ноября 1982 года, Рига) — латвийский общественный деятель и политик. Основатель национал-консервативной партии «Всё для Латвии!». Депутат 10-го, 11-го и 12-го Сейма.

## Биография

### Ранние годы
Райвис Дзинтарс родился в Риге. В 2001 году окончил 77-ю рижскую школу. В 2004—2005 годах работал учителем истории. С сентября 2005 года по 2006 год работал в отделе политики газеты «Latvijas Avīze».
Бывший руководитель рижского отделения организации «Даугавас ванаги». Участник ряда акций националистического толка. В 2010 году получил степень бакалавра социальных наук по специальности «политология». Автор брошюр «Pozitīvais nātsālisms» и «Ceturtā atmoda».

### Политическая карьера
Ещё будучи школьником, в августе 2000 года, он создал националистическую молодёжную группу «Всё для Латвии!». 14 января 2006 года, когда организация была преобразована в политическую партию, он был избран её председателем. В связи с этим, он приостановил свою журналистскую деятельность.
Дзинтарс обвинялся в сотрудничестве с радикально правым русским националистом Евгением Осиповым, в начале своей политической карьеры. В интервью газете «Diena» в 2006 году, Дзинтарс дал противоречивые ответы об этом событии. В 2011 году на улицах Риги появились плакаты с фотографиями встречи Дзинтарса и Осипова.
Он был включён в список кандидатов в депутаты от партии «Всё для Латвии!» на выборах 2006 года, но список партии не преодолел 5-процентный барьер для прохождения в Сейм, не был избран. На выборах он получил более 5897 плюсов. 18 ноября 2007 года На III партийном съезде партии Дзинтарс сложил с себя полномочия председателя партии и предложил избрать на его место Иманта Парадниекса. 7 декабря 2008 года на IV съезде партии, он был избран одним из двух сопредседателей партии, наряду с Парадниексом.
В 2010 году он был избран в X Сейм от совместного списка, «Всё для Латвии!» и «Отечеству и свободе/ДННЛ». В 2011 году партии объединились в Национальное объединение, а Дзинтарс стал одним из сопредседателей новой партии, наряду с Робертом Зиле. Осенью того же года он был переизбран в Сейм на внеочередных выборах. В 2014 году он также был переизбран. В декабре 2014 года он сложил с себя депутатские полномочия на время отпуска по уходу за ребёнком, который закончился в мае 2015 года. Он возглавляет фракцию партии в Сейме.
На выборах 2018 года и 2022 года — также переизбирался в Сейм. На выборах 2022 года, получил наибольшее количество плюсов среди политиков списка Национального объединения.
В конце 2024 года он отказался переизбираться на пост председателя партии. На партийном конгрессе была избрана Илзе Индриксоне, однако Дзинтарс сохранил свое место в правлении партии.

## Личная жизнь
Райвис Дзинтарс женат на Марте Дзинтаре. Супруги имеют троих сыновей. Является членом латышского студенческого объединения «Vendia».